# نیوپورت (شهرستان آگوستا، ویرجینیا)
نیوپورت (به انگلیسی: Newport) یک منطقهٔ مسکونی در ایالات متحده آمریکا است که در شهرستان آگاستا، ویرجینیا واقع شده‌است. نیوپورت ۵۲۳٫۰۴ متر بالاتر از سطح دریا واقع شده‌است.